# Chetogena parvipalpis
Chetogena parvipalpis là một loài ruồi trong họ Tachinidae.